# Glenn Roeder
Glenn Victor Roeder (Woodford, 13 dicembre 1955 – Newmarket, 28 febbraio 2021) è stato un calciatore e allenatore di calcio inglese, di ruolo difensore.

## Carriera

### Club
Roeder ha iniziato a giocare a calcio nelle giovanili dell'Arsenal, ma non ha mai debuttato in prima squadra. Si è quindi trasferito al Leyton Orient, facendosi così un nome come difensore, per trasferirsi poi ai Queens Park Rangers. Ha capitanato la squadra nella finale di FA Cup 1981-1982, ma non ha potuto giocare la partita di replay a causa di una squalifica rimediata qualche settimana prima. Il Tottenham Hotspur si è poi aggiudicato il trofeo. È stato durante il periodo a Loftus Road che è diventato famoso per la sua andatura, conosciuta come Roeder Shuffle, una manovra originale con cui è riuscito a fermare molte azioni avversarie e con cui ha fatto ripartire la sua squadra. Durante il periodo in prestito al Notts County, nel quale la squadra è rimasta imbattuta, il club ha tentato di ingaggiarlo. Ha proposto un'offerta di centoventicinquemila sterline, che è stata accettata. Il presidente del Notts County, Jack Dunnett, ha dichiarato che avrebbe accettato ogni penny offerto dai tifosi per il suo acquisto. I supporters hanno offerto, così, quarantamila sterline, che non sono bastate per l'acquisto di Roeder e il club è retrocesso al termine del campionato. Nel 1984, è passato al Newcastle United, dove ha raccolto oltre duecento presenze in cinque anni. Ha terminato la carriera dopo due anni al Watford e uno al Gillingham, dove è stato sotto contratto come allenatore-giocatore, intervallate da nove partite con il Leyton Orient.

### Nazionale
Roeder ha vestito in sette occasioni la maglia dell'Inghilterra.

### Allenatore
Roeder ha trascorso una stagione da giocatore-allenatore del Gillingham, periodo nel quale ha vinto tredici delle cinquantuno partite giocate. È riuscito a salvare la sua squadra grazie alla vittoria contro l'Halifax Town, nel penultimo incontro del campionato.
Dopo che Steve Perryman è diventato l'allenatore del Tottenham, Roeder è stato chiamato al Watford per sostituirlo, nell'estate 1993. Nella seconda stagione con la squadra, ha sfiorato i play-off, mancati soltanto per due posizioni. Comunque, è stato licenziato a febbraio 1996, a causa della bassa posizione in classifica della squadra. Il suo sostituto, Graham Taylor, non è riuscito a salvare il club. Nel periodo in cui ha guidato la squadra, Roeder ha completato l'acquisto di Kevin Phillips, in cambio di diecimila sterline.
In seguito al licenziamento dal Watford, Roeder è stato ingaggiato come assistente di Chris Waddle al Burnley. La coppia, ottiene la salvezza all'ultima giornata, grazie ad una vittoria sul Plymouth Argyle. Roeder è stato una figura impopolare tra i tifosi del Burnley, soprattutto dopo aver dichiarato che la stella della squadra, Glen Little, "non è in grado di allacciare le scarpe" di Chris Waddle. Roeder ha lasciato poi il club contemporaneamente a Waddle, dopo una sola stagione in carica.
Roeder ha successivamente lavorato nello staff tecnico di Glenn Hoddle nell'Inghilterra, prima che Harry Redknapp gli offrisse la possibilità di diventare allenatore del West Ham United nel 1999.
È diventato il tecnico degli Hammers, però, soltanto nel 2001, dopo che il West Ham non è riuscito a mettere sotto contratto Steve McClaren o Alan Curbishley. L'assunzione di Roeder non è stata accolta bene dai tifosi, che avrebbero preferito un nome più importante per sostituire Redknapp. Roeder ha ricevuto un budget per i trasferimenti di quindici milioni di sterline, con cui è riuscito a salvare il West Ham, facendolo restare in Premier League per il settimo anno. Con questi soldi, ha acquistato David James dall'Aston Villa, Tomáš Řepka dalla Fiorentina e Don Hutchison dal Sunderland.
Nel campionato 2002-2003, il West Ham è retrocesso. Řepka ha avuto moltissimi problemi disciplinari, a causa di dieci ammonizioni e una espulsione in trentadue presenze. Hutchison, a causa di un infortunio, ha giocato soltanto dieci partite. Nel periodo natalizio, il West Ham si è ritrovato all'ultimo posto in classifica e, al tempo, nessuna squadra era riuscita a salvarsi quando si era trovata in quella posizione, in quel periodo. Nonostante gli acquisti di Rufus Brevett, Lee Bowyer e Les Ferdinand nel mercato di gennaio, Roeder non è riuscito a salvare la squadra. Ha avuto anche un litigio con Paolo Di Canio, a causa della sostituzione dell'italiano in un match contro il West Bromwich Albion. Ad aprile 2003, Roeder è stato colpito da un tumore cerebrale ed è stato sostituito, per le ultime tre partite della stagione, da Trevor Brooking. Il West Ham è comunque arrivato terzultimo, retrocedendo, nonostante il punteggio record di quarantadue punti. Roeder è tornato ad allenare il West Ham a luglio 2003, dichiarando di non aver potuto finire il lavoro. Intanto, a causa della retrocessione, Trevor Sinclair, Joe Cole e Frédéric Kanouté erano stati ceduti. Ad agosto 2003, Roeder è stato licenziato, dopo una sconfitta contro il Rotherham United.
Dopo quasi due stagioni in cui non ha allenato, è ritornato nel mondo del calcio a giugno 2005, quando è stato nominato tecnico delle giovanili del Newcastle United. A causa del licenziamento di Graeme Souness a febbraio 2006, Roeder è stato nominato allenatore e l'attaccante Alan Shearer suo assistente. È riuscito a portare i Magpies dagli ultimi posti della classifica al settimo, conquistando la qualificazione in Intertoto. Freddy Shepherd, presidente del Newcastle, ha conseguentemente nominato come allenatore Roeder anche per la stagione successiva, ma la FA ha imposto a Roeder di prendere la licenza Pro UEFA, per allenare. Il Newcastle ha obiettato a circa metà del corso di Roeder per la licenza, per i problemi creati dal suo tumore. La FA ha inizialmente respinto il ricorso del Newcastle, il 3 maggio 2006. Shepherd, però, spinto dagli altri dirigenti, ha mantenuto Roeder al suo posto, garantendo che avrebbe ottenuto la licenza mentre sarebbe stato il tecnico del Newcastle. Il 16 maggio, quindi, ha firmato un biennale per i Magpies.
Il 1º giugno 2006 Roeder ha nominato Kevin Bond come suo assistente. Roeder, infatti, ha lavorato insieme a Bond al West Ham, quando Bond era un osservatore. Roeder ha creduto che i due, assieme, avrebbero potuto lavorare bene, ma il contratto di Bond è stato risolto dopo le accuse nei suoi confronti, che dicevano che aveva interessi economici con i calciatori del Portsmouth. Il 22 ottobre 2006, Roeder ha annunciato che il suo nuovo assistente sarebbe stato Nigel Pearson.
Sotto la guida di Roeder, il Newcastle si è aggiudicato la Coppa Intertoto 2006, qualificandosi così per la Coppa UEFA 2006-2007. Questo ha fatto di Roeder il primo tecnico del Newcastle a vincere un trofeo dal 1969. Dopo una sconfitta casalinga per uno a zero contro lo Sheffield United il 4 novembre 2006, c'è stata una protesta dei tifosi all'esterno di St James' Park, che è stata ripresa da Sky Sports e trasmessa sul canale PremPlus. La squadra è stata vittima di alcuni infortuni e, per sostituire questi calciatori, il tecnico ha dovuto attingere alle giovanili. Dopo una sola vittoria in dieci partite, Roeder è stato convocato in una riunione d'emergenza il 6 maggio 2007. Durante la riunione, Roeder ha presentato le sue dimissioni, che sono state accettate.
Roeder ha vinto il 45% delle partite giocate, abbastanza per qualificarsi per le coppe europee. La sua partenza è stata accolta in maniera diversa dai fan. Mentre alcuni hanno riconosciuto le difficoltà incontrate ed hanno avuto rispetto per l'allenatore, altri tifosi sono stati incuriositi dall'arrivo di Sam Allardyce per sostituirlo.
Allardyce è stato nominato allenatore il 15 maggio 2007.
Nell'ottobre 2007 Roeder ha firmato un contratto triennale con il Norwich City, nella Football League Championship. Roeder ha trovato il Norwich nella parte bassa della classifica. La sua prima partita è stata il 4 novembre, nel derby con l'Ipswich Town, terminato due a due. Il 24 novembre è arrivata la sua prima vittoria, contro il Coventry City, seguita da un altro successo, in casa del Blackpool. Ha quindi guidato la squadra fuori dalla zona retrocessione grazie alle vittorie contro Plymouth, Sheffield United, Scunthorpe United, Barnsley, Southampton, Preston North End e Cardiff City.
Il 25 luglio 2008 Roeder è stato multato di mille sterline per aver criticato l'arbitro Andy D'Urso in seguito alla sconfitta del Norwich per 2-1 contro il Bristol City.
È morto nel febbraio 2021 all'età di 65 anni a seguito di un tumore cerebrale.